# Gabriel Bolifraud
Pour les articles homonymes, voir Bolifraud.
Gabriel Bolifraud, né le 19 octobre 1886 à Chamarande et mort le 8 avril 1952 à Paris, est un homme politique français.

## Biographie

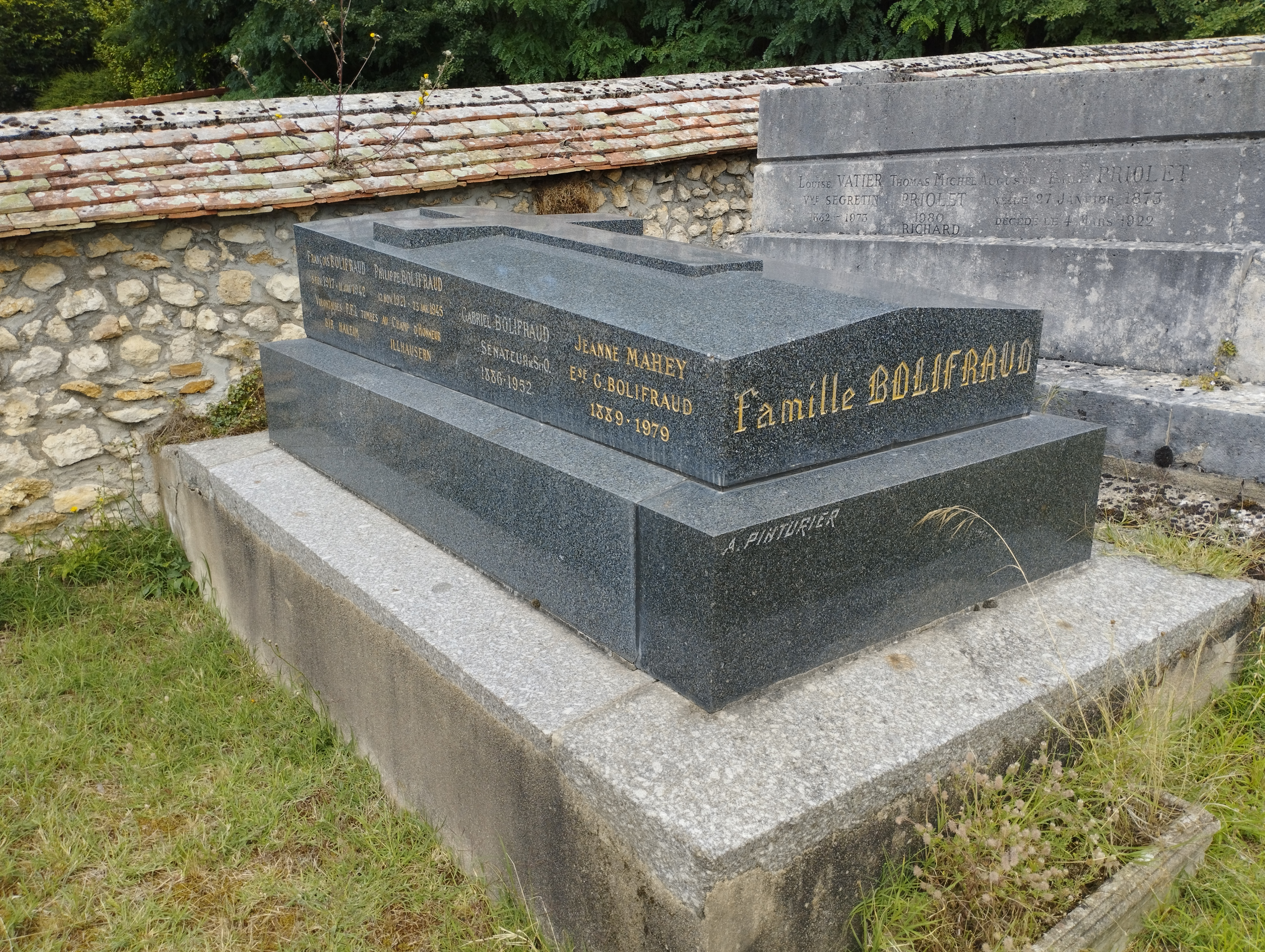
Tombe de Gabriel et François Bolifraud au cimetière de Chamarande.

Il est le père de François Bolifraud (1917-1942), compagnon de la Libération, et de Philippe Bilifraud (1922-1945), tous deux morts pour la France.
Il est inhumé au cimetière de Chamarande, dans l'Essonne.

## Détail des fonctions et des mandats
Mandat parlementaire
- 7 novembre 1948 - 8 avril 1952 : Sénateur de Seine-et-Oise